# Шевцов, Владимир Никодимович
Владимир Никодимович Шевцов — советский военный и государственный деятель, генерал-майор.

## Биография
Родился в 1919 году в местечке Носовичи. Член КПСС.
Окончил Саратовское бронетанковое училище, Военную академию бронетанковых и механизированных войск, Военную академию Генерального штаба ВС СССР.
Участник Великой Отечественной войны: помощник начальника штаба танковой бригады по разведке, заместитель командира танкового батальона, заместитель начальника штаба танковой бригады по разведке, помощник начальника оперативного отдела танкового корпуса, начальник штаба танковой бригады на Крымском, Сталинградском и Юго-Западном фронтах
В 1946—1961 — командир механизированного полка в Войске Польском, старший офицер боевой подготовки механизированной армии, командир танкового полка, заместитель командира танковой дивизии Южной Группы войск.
В 1961—1966 — командир 35-й ракетной дивизии.
В 1966—1972 — заместитель командира 7-го отдельного ракетного корпуса.
В 1972—1975 — начальник штаба 33-й Омской ракетной армии..
Делегат XXII съезда КПСС.
Умер в 1986 году.

## Награды
- Орден Отечественной войны I степени
- Орден Отечественной войны II степени
- Орден Красной Звезды (дважды)
- Орден Знак Почёта
- Орден «За службу Родине в Вооружённых Силах СССР» 3 степени